# ألكسندر بورتنيك
ألكسندر بورتنيك Olexandr Bortnyk (ولد 18 أكتوبر 1996) لاعب شطرنج أوكراني يحمل لقب أستاذ كبير.
- كان المصنف رقم 15 عالمياً في الشطرنج الخاطف في سبتمبر 2016، وفق تصنيفات الاتحاد الدولي للشطرنج.
- فاز ببطولة العالم تحت 18 سنة عام 2014.
- بلغ في تصنيف إيلو 2610 نقطة في يناير 2018.

## وصلات خارجية
- ألكسندر بورتنيك على موقع الاتحاد الدولي للشطرنج (الإنجليزية)
- ألكسندر بورتنيك على موقع مباريات الشطرنج (الإنجليزية)
- ألكسندر بورتنيك على موقع 365Chess.com (الإنجليزية)
- ألكسندر بورتنيك على موقع Chesstempo.com (الإنجليزية)
- ألكسندر بورتنيك على موقع الاتحاد الأمريكي للشطرنج (الإنجليزية)